# OGAE
Die Organisation Générale des Amateurs de l'Eurovision (abgekürzt OGAE, deutsch Allgemeine Organisation der Eurovision-Amateure) ist ein Zusammenschluss von 42 Fanclubs des Eurovision Song Contest.

## Geschichte
Die OGAE wurde 1984 von Jaripekka Koikkalainen im finnischen Savonlinna gegründet, ursprünglich als rein finnischer Fanclub zum Eurovision Song Contest. Über die Jahre gründeten sich Ableger in allen europäischen Ländern sowie auf der restlichen Welt. 2011 wurde die OGAE international gegründet.
Präsident der OGAE International ist seit 2015 der Brite Simon Bennett, er löste die Finnin Maiken Mämets ab. Der Vereinsvorstand setzt sich wie folgt zusammen:
| Position          | Name             | OGAE Club              |
| ----------------- | ---------------- | ---------------------- |
| Präsident         | Simon Bennett    | Vereinigtes Königreich |
| Sekretär          | Anthony Cige     | Island                 |
| Schatzmeister     | Morten Thomassen | Norwegen               |
| Vorstandsmitglied | Marcus Davey     | Rest of the World      |
| Vorstandsmitglied | Alasdair Rendall | Vereinigtes Königreich |
| Vorstandsmitglied | Tamás Vámos      | Ungarn                 |
| Vorstandsmitglied | Klaus Woryna     | Deutschland            |

## Mitglieder

OGAE Europa
OGAE Rest of the World

Die OGAE besteht aus 44 Mitgliedsorganisationen aus 42 Ländern, wobei Deutschland durch zwei Vereine vertreten ist. Unter Rest of the World sind bis auf einige Ausnahmen alle jene Länder umfasst, die nicht am Eurovision Song Contest teilnehmen können.

### OGAE Europa
| - Albanien - Andorra - Armenien - Aserbaidschan - Australien - Belarus - Belgien - Bulgarien - Dänemark - Deutschland - Estland | - Finnland - Frankreich - Germany Eurovision Club - Griechenland - Irland - Island - Israel - Italien - Kroatien - Lettland - Litauen | - Luxemburg - Malta - Niederlande - Norwegen - Nordmazedonien - Österreich - Polen - Portugal - Rest of the World - Rumänien - Russland | - Schweden - Schweiz - Serbien - Slowenien - Spanien - Tschechien - Türkei - Ukraine - Ungarn - Vereinigtes Königreich - Zypern |

### OGAE Rest of the World

OGAE Europa
OGAE Rest of the World

| - Ägypten - Afghanistan - Algerien - Argentinien - Bosnien und Herzegowina - Botswana - Brasilien - Chile - Costa Rica - Eswatini | - Georgien - Hongkong - Japan - Jordanien - Kanada - Kasachstan - Kirgisistan - Kolumbien - Lesotho - Libanon | - Liechtenstein - Marokko - Mexiko - Moldau - Monaco - Montenegro - Namibia - Neuseeland - Peru - San Marino | - Seychellen - Slowakei - Südafrika - Südkorea - Tunesien - Usbekistan - Vereinigte Arabische Emirate - Vereinigte Staaten - Venezuela - Volksrepublik China |

1. 1 2 3 4 5 6 7 8  Bosnien und Herzegowina, Georgien, Marokko, Moldau, Monaco, Montenegro, San Marino und die Slowakei haben zwar alle am Eurovision Song Contest teilgenommen, werden jedoch aufgrund fehlender Vollmitgliedschaft in der OGAE unter Rest of the World geführt.

## OGAE Veranstaltungen

### OGAE Poll
Die OGAE veranstaltet seit 2007 jedes Jahr im Vorlauf zum Eurovision Song Contest eine Abstimmung aller OGAE Clubs sowie der Rest of the World über die teilnehmenden Beiträge. Die Abstimmung selbst verläuft nach dem System des Eurovision Song Contests, es werden Punkte von 1 bis 8, sowie 10 und 12 an die jeweiligen Beiträge vergeben, wobei das Abstimmen für den Beitrag des eigenen Landes untersagt ist.
| Jahr | Erster Platz | Zweiter Platz | Dritter Platz          |
| ---- | ------------ | ------------- | ---------------------- |
| 2007 | Serbien      | Belarus       | Schweiz                |
| 2008 | Schweden     | Schweiz       | Serbien                |
| 2009 | Norwegen     | Frankreich    | Schweden               |
| 2010 | Dänemark     | Israel        | Deutschland            |
| 2011 | Ungarn       | Frankreich    | Vereinigtes Königreich |
| 2012 | Schweden     | Italien       | Island                 |
| 2013 | Dänemark     | San Marino    | Norwegen               |
| 2014 | Schweden     | Ungarn        | Israel                 |
| 2015 | Italien      | Schweden      | Estland                |
| 2016 | Frankreich   | Russland      | Australien             |
| 2017 | Italien      | Belgien       | Schweden               |
| 2018 | Israel       | Frankreich    | Finnland               |
| 2019 | Italien      | Schweiz       | Niederlande            |
| 2020 | Litauen      | Island        | Schweiz                |
| 2021 | Malta        | Schweiz       | Frankreich             |
| 2022 | Schweden     | Italien       | Spanien                |
| 2023 | Schweden     | Finnland      | Frankreich             |
| 2024 | Kroatien     | Italien       | Schweiz                |
| 2025 | Schweden     | Österreich    | Niederlande            |

 Sieger
 Zweiter Platz
 Dritter Platz
 Im Halbfinale ausgeschieden
 Contest abgesagt

### OGAE Second Chance Contest
Der OGAE Second Chance Contest wird seit 1987 veranstaltet. Jedes Jahr im Sommer, also nach dem jeweiligen Eurovision Song Contest, kann jedes OGAE Mitglied einen Beitrag einreichen, der beim nationalen Vorentscheiden des jeweiligen Landes gescheitert ist. Abstimmen können dabei die Mitglieder der jeweiligen OGAE Clubs, wobei seit 1993 auch Gastjurys ihre Stimmen abgeben. Diese Gastjurys bestehen aus jenen OGAE Mitgliedern, in denen kein nationaler Vorentscheid abgehalten wurde.
| Jahr | Gastgeber           | Teilnehmer | Erster Platz | Zweiter Platz          | Dritter Platz          |
| ---- | ------------------- | ---------- | ------------ | ---------------------- | ---------------------- |
| 1987 | Huizen              | 8          | Schweden     | Niederlande Norwegen   | –                      |
| 1988 | Östersund           | 10         | Schweden     | Finnland               | Niederlande            |
| 1989 | Östersund           | 9          | Dänemark     | Schweden               | Deutschland            |
| 1990 | Östersund           | 13         | Schweden     | Italien                | Deutschland            |
| 1991 | Östersund           | 15         | Schweden     | Griechenland           | Israel                 |
| 1992 | Montabaur           | 11         | Norwegen     | Israel                 | Irland                 |
| 1993 | Oslo                | 22         | Norwegen     | Niederlande            | Vereinigtes Königreich |
| 1994 | Oslo                | 16         | Schweden     | Vereinigtes Königreich | Norwegen               |
| 1995 | Örebro              | 9          | Schweden     | Vereinigtes Königreich | Irland                 |
| 1996 | Farsta              | 22         | Schweden     | Vereinigtes Königreich | Deutschland            |
| 1997 | Hannover            | 17         | Italien      | Kroatien               | Deutschland            |
| 1998 | Hamburg             | 18         | Niederlande  | Schweden               | Norwegen               |
| 1999 | Emmen               | 16         | Türkei       | Vereinigtes Königreich | Deutschland            |
| 2000 | Istanbul            | 21         | Finnland     | Vereinigtes Königreich | Spanien                |
| 2001 | Helsinki            | 20         | Schweden     | Spanien                | Vereinigtes Königreich |
| 2002 | Stockholm           | 18         | Spanien      | Schweden               | Israel                 |
| 2003 | Las Palmas          | 19         | Schweden     | Slowenien              | Österreich             |
| 2004 | Växjö               | 21         | Spanien      | Schweden               | Deutschland            |
| 2005 | Bilbao              | 23         | Schweden     | Serbien und Montenegro | Slowenien              |
| 2006 | Stockholm           | 19         | Slowenien    | Norwegen               | Schweden               |
| 2007 | Ljubljana           | 20         | Schweden     | Vereinigtes Königreich | Spanien                |
| 2008 | Stockholm           | 21         | Schweden     | Spanien                | Polen                  |
| 2009 | Stockholm           | 20         | Dänemark     | Schweden               | Spanien                |
| 2010 | Kopenhagen          | 22         | Schweden     | Dänemark               | Portugal               |
| 2011 | Göteborg            | 21         | Island       | Schweden               | Italien                |
| 2012 | Johannesburg        | 19         | Spanien      | Schweden               | Norwegen               |
| 2013 | Barcelona           | 15         | Norwegen     | Italien                | Ungarn                 |
| 2014 | Oslo                | 20         | Schweden     | Spanien                | Portugal               |
| 2015 | Stockholm           | 18         | Italien      | Schweden               | Dänemark               |
| 2016 | Siena               | 23         | Polen        | Schweden               | Israel                 |
| 2017 | Warschau            | 22         | Schweden     | Italien                | Ukraine                |
| 2018 | Eskilstuna          | 27         | Italien      | Frankreich             | Finnland               |
| 2019 | Udine               | 24         | Frankreich   | Italien                | Schweden               |
| 2020 | Paris/Lille/Limoges | 22         | Schweden     | Finnland               | Italien                |
| 2021 | Stockholm           | 14         | Norwegen     | Schweden               | Italien                |
| 2022 | Oslo                | 27         | Schweden     | Finnland               | Spanien                |
| 2023 | Eskilstuna          | 23         | Schweden     | Norwegen               | Finnland               |
| 2024 | Borås               | 16         | Italien      | Schweden               | Norwegen               |

#### Retrospective Second Chance Contests
Im Jahr 2003 wurde entschieden das für die Jahre 1986 bis 1967 Retrospektive Second Chance Contests abgehalten werden sollten. So fand 2003 der Retrospective Second Chance Contest für das Jahr 1986 statt, im darauffolgenden Jahr jener für 1985 usw.
| Jahr | Gastgeber | Teilnehmer | Erster Platz           | Zweiter Platz          | Dritter Platz          |
| ---- | --------- | ---------- | ---------------------- | ---------------------- | ---------------------- |
| 1967 | k. A.     | 7          | Luxemburg              | Vereinigtes Königreich | Finnland               |
| 1968 | k. A.     | 8          | Vereinigtes Königreich | Irland                 | Schweden               |
| 1969 | k. A.     | 10         | Spanien                | Vereinigtes Königreich | Schweden               |
| 1970 | k. A.     | 7          | Irland                 | Vereinigtes Königreich | Spanien                |
| 1971 | k. A.     | 11         | Italien                | Vereinigtes Königreich | Deutschland            |
| 1972 | k. A.     | 11         | Italien                | Deutschland            | Finnland               |
| 1973 | Brighton  | 12         | Schweden               | Spanien                | Vereinigtes Königreich |
| 1974 | Brighton  | 11         | Vereinigtes Königreich | Frankreich             | Luxemburg              |
| 1975 | Brighton  | 11         | Deutschland            | Schweden               | Portugal               |
| 1976 | Brighton  | 14         | Luxemburg              | Vereinigtes Königreich | Frankreich             |
| 1977 | Brighton  | 10         | Frankreich             | Vereinigtes Königreich | Belgien                |
| 1978 | Brighton  | 14         | Vereinigtes Königreich | Israel                 | Dänemark               |
| 1979 | Brighton  | 13         | Deutschland            | Griechenland           | Israel                 |
| 1980 | Brighton  | 12         | Vereinigtes Königreich | Deutschland            | Frankreich             |
| 1981 | Brighton  | 16         | Vereinigtes Königreich | Schweden               | Niederlande            |
| 1982 | Brighton  | 15         | Niederlande            | Vereinigtes Königreich | Deutschland            |
| 1983 | Brighton  | 15         | Deutschland            | Dänemark               | Israel                 |
| 1984 | Brighton  | 15         | Belgien                | Schweden               | Dänemark               |
| 1985 | Brighton  | 12         | Dänemark               | Vereinigtes Königreich | Israel                 |
| 1986 | London    | 13         | Niederlande            | Island                 | Dänemark               |

### OGAE Song Contest
Beim OGAE Song Contest können alle nationalen OGAE Clubs einen Song einreichen, welcher im letzten Jahr in dem jeweiligen Land erschienen ist. Das Lied muss dabei in einer der Landessprachen gesungen werden.
| Jahr | Gastgeber   | Teilnehmer | Sieger                 | Interpret                            | Song                          | Punkte |
| ---- | ----------- | ---------- | ---------------------- | ------------------------------------ | ----------------------------- | ------ |
| 1986 | Savonlinna  | 5          | Deutschland            | Juliane Werding                      | Stimmen in Wind               | 16     |
| 1987 | Savonlinna  | 10         | Israel                 | Yardena Arazi                        | Ba'ati Eleiha                 | 83     |
| 1988 | Cardiff     | 10         | Deutschland            | Mary Roos                            | Explosion                     | 83     |
| 1989 | Berlin      | 13         | Norwegen               | Karoline Krüger and Anita Skorgan    | Hjem                          | 93     |
| 1990 | Oslo        | 18         | Italien                | Mietta and Amedeo Minghi             | Vattene amore                 | 136    |
| 1991 | Pisa        | 17         | Frankreich             | Mylène Farmer                        | Désenchantée                  | 151    |
| 1992 | Paris       | 16         | Portugal               | Nucha                                | Se o dia nascesse             | 115    |
| 1993 | Montargis   | 20         | Italien                | Laura Pausini                        | La solitudine                 | 154    |
| 1994 | Pisa        | 19         | Griechenland           | Sabrina                              | Ftes                          | 116    |
| 1995 | Athen       | 21         | Spanien                | Paloma San Basilio                   | Cada vez                      | 144    |
| 1996 | Las Palmas  | 16         | Spanien                | Amistades Peligrosas                 | Me quedaré solo               | 159    |
| 1997 | Las Palmas  | 22         | Spanien                | Marta Sánchez                        | Amor perdido                  | 199    |
| 1998 | Las Palmas  | 16         | Polen                  | Natalia Kukulska                     | Im Wiecej Ciebie tym mniej    | 125    |
| 1999 | Athen       | 24         | Frankreich             | Leyla Doriane                        | Jardin de lumière             | 169    |
| 2000 | Paris       | 26         | Schweden               | Nanne                                | Svarta änkan                  | 168    |
| 2001 | Umeå        | 24         | Frankreich             | Alizée                               | Moi... Lolita                 | 189    |
| 2002 | Paris       | 25         | Vereinigtes Königreich | Kate Winslet                         | What If                       | 126    |
| 2003 | Southampton | 27         | Frankreich             | Nolwenn Leroy                        | Cassé                         | 183    |
| 2004 | Lyon        | 27         | Russland               | Varvara                              | Gryozy (Грёзы)                | 178    |
| 2005 | Moskau      | 28         | Italien                | Alexia                               | Da grande                     | 164    |
| 2006 | Pisa        | 30         | Griechenland           | Elena Paparizou                      | Mambo                         | 244    |
| 2007 | Athen       | 29         | Spanien                | Rebeca                               | Qué no daría yo               | 179    |
| 2008 | Saragossa   | 27         | Kroatien               | Franka Batelić                       | Ruža u kamenu                 | 164    |
| 2009 | Zagreb      | 30         | Vereinigtes Königreich | Coldplay                             | Viva la Vida                  | 248    |
| 2010 | London      | 27         | Vereinigtes Königreich | Freemasons feat. Sophie Ellis-Bextor | Heartbreak (Make Me a Dancer) | 228    |
| 2011 | London      | 26         | Vereinigtes Königreich | Adele                                | Someone Like You              | 189    |
| 2012 | London      | 26         | Italien                | Nina Zilli                           | Per sempre                    | 219    |
| 2013 | Bologna     | 30         | Spanien                | Pastora Soler                        | Te despertaré                 | 237    |
| 2014 | Spanien     | 26         | Frankreich             | Indila                               | Dernière danse                | 251    |
| 2015 | Paris       | 31         | Frankreich             | Kendji Girac                         | Andalouse                     | 248    |
| 2016 | Paris       | 28         | Spanien                | Álvaro Soler                         | Sofia                         | 234    |
| 2017 | Spanien     | 28         | Australien             | Dami Im                              | Fighting for Love             | 232    |
| 2018 | Sydney      | 29         | Vereinigtes Königreich | Steps                                | Scared of the Dark            | 230    |
| 2019 | London      | 28         | Vereinigtes Königreich | Lewis Capaldi                        | Someone You Loved             | 241    |
| 2020 | Edinburgh   | 28         | Vereinigtes Königreich | Dua Lipa                             | Physical                      | 213    |
| 2021 | Cardiff     | 29         | Australien             | Tones and I                          | Fly Away                      | 172    |
| 2022 | —           | —          | —                      | —                                    | —                             | —      |
| 2023 | Canberra    | 31         | Vereinigtes Königreich | Harry Styles                         | As It Was                     | 255    |
| 2024 | Belfast     | 24         | Italien                | Annalisa                             | Euforia                       | 197    |

#### Teilnehmer
| Jahr | Erstmalige Teilnahme                                      |
| ---- | --------------------------------------------------------- |
| 1986 | Finnland, BR Deutschland, Niederlande, Norwegen, Schweden |
| 1987 | Botswana, Israel, Portugal, Simbabwe, Spanien             |
| 1988 | Belgien, Griechenland, Vereinigtes Königreich             |
| 1989 | Dänemark, Frankreich                                      |
| 1990 | Irland, Italien, Österreich, Zypern                       |
| 1991 | Bulgarien, Monaco                                         |
| 1992 | Luxemburg                                                 |
| 1993 | Japan, Schweiz, Slowakei                                  |
| 1994 | Südafrika, Türkei                                         |
| 1996 | Australien                                                |
| 1997 | Neuseeland                                                |
| 1998 | Polen                                                     |
| 1999 | BR Jugoslawien, Kasachstan, Kroatien                      |
| 2000 | Island, Malta, Slowenien                                  |
| 2001 | Bosnien und Herzegowina, Russland                         |
| 2002 | Mazedonien                                                |
| 2003 | Litauen, Serbien und Montenegro                           |
| 2005 | Estland, Libanon                                          |
| 2006 | Albanien, Andorra, Armenien, Serbien, Ukraine             |
| 2008 | Aserbaidschan, Kanada                                     |
| 2009 | Guyana                                                    |
| 2011 | Vereinigte Staaten                                        |
| 2012 | Mexiko                                                    |
| 2013 | Belarus, Kolumbien                                        |
| 2014 | Montenegro                                                |
| 2015 | Lettland                                                  |
| 2016 | Tschechien, Ungarn                                        |

Kursivgeschriebene Länder haben als Rest of the World teilgenommen.

### OGAE Video Contest
Der OGAE Video Contest fand zwischen 2003 und 2021 jährlich statt. Auch hier konnten die nationalen OGAE Clubs Beiträge einreichen, die in den vergangenen 12 Monaten im jeweiligen Land erschienen. Im Unterschied zum OGAE Song Contest musste hier jedoch auch ein Video eingereicht werden. Allerdings musste der Beitrag nicht zwingend in einer der Landessprachen gesungen werden.
| Jahr | Gastgeber        | Sieger                 | Interpret           | Video                | Punkte |
| ---- | ---------------- | ---------------------- | ------------------- | -------------------- | ------ |
| 2003 | Istanbul         | Frankreich             | Pascal Obispo       | Fan                  | 122    |
| 2004 | Fontainebleau    | Portugal               | Mariza              | Cavaleiro Monge      | 133    |
| 2005 | Lissabon         | Ukraine                | Svetlana Loboda     | I Will Forget You    | 171    |
| 2006 | İzmir            | Italien                | Nek                 | Contromano           | 106    |
| 2007 | Florenz          | Russland               | Via Gra             | LML                  | 198    |
| 2008 | Moskau           | Russland               | Via Gra             | Potselui             | 140    |
| 2009 | Sankt Petersburg | Russland               | Yin-Yang            | Karma                | 142    |
| 2010 | Volgograd        | Polen                  | Justyna Steczkowska | Kim tu jestem        | 85     |
| 2011 | Breslau          | Frankreich             | Mylène Farmer       | Lonely Lisa          | 96     |
| 2012 | Paris            | Italien                | Giorgia             | È l'amore che conta  | 135    |
| 2013 | Turin            | Belgien                | Stromae             | Papaoutai            | 144    |
| 2014 | Brüssel          | Frankreich             | Indila              | Tourner dans le vide | 141    |
| 2015 | Paris            | Deutschland            | Oonagh              | Gäa                  | 122    |
| 2016 | Lüneburg         | Vereinigtes Königreich | Coldplay            | Hymn for the Weekend | 673    |
| 2017 | London           | Belgien                | Loïc Nottet         | Mud Blood            | 184    |
| 2018 | Antwerpen        | Tschechien             | Mikolas Josef       | Me Gusta             | 132    |
| 2019 | Prag             | Ukraine                | Maruv               | Siren Song           | 174    |
| 2020 | Kiew             | Schweden               | Agnes               | Fingers Crossed      | 157    |
| 2021 | Stockholm        | Frankreich             | Julien Doré         | Nous                 | 165    |

#### Teilnehmer
| Jahr | Erstmalige Teilnahme |
| ---- | --- |
| 2003 | Albanien, Armenien, Bosnien und Herzegowina, Deutschland, Finnland, Frankreich, Griechenland, Island, Israel, Mazedonien Malta, Niederlande, Norwegen, Portugal, Russland, Slowenien, Spanien, Türkei, Vereinigtes Königreich |
| 2004 | Bulgarien, Kroatien, Luxemburg, Serbien und Montenegro |
| 2005 | Irland, Kasachstan, Polen, Ukraine |
| 2006 | Moldau, Serbien, Südafrika |
| 2007 | Andorra, Estland, Lettland, Namibia, Österreich |
| 2010 | Australien |
| 2012 | Belgien, Vereinigte Staaten |
| 2013 | Belarus, Südkorea |
| 2014 | Aserbaidschan, Montenegro, Slowakei |
| 2016 | Rumänien, Schweden, Schweiz, Tschechien, Ungarn, Usbekistan, Zypern |